# Азартні ігри (фільм)
Азартні ігри (англ. Reindeer Games) — американська драма режисера Джона Франкенгаймера 2000 року.

## Синопсис
Для зухвалого пограбування банді головорізів потрібен Нік, знайомий з охоронною системою процвітаючого казино. Незабаром він повинен вийти з в'язниці.
Як приманку на зустріч йому посилають красуню Ешлі, яка вела з ним заочне романтичне листування. Нічого не підозрюючи друг Ніка Руді вирішує видати себе за нього, щоб познайомитися із загадковою дівчиною. І тепер ця азартна гра може коштувати йому життя.

## У ролях
- Бен Аффлек — Руді Данкан
- Шарліз Терон — Ешлі Мерсер
- Гері Сініз — Габріель Мірсер
- Денніс Фаріна — Джек Бенгз
- Джеймс Фрейн — Нік Кессіді
- Донал Лоуг — Паг
- Денні Трехо — Джампі
- Айзек Гейз — Зук
- Дана Стаблфілд — Аламо
- Кларенс Вільямс III — Мерлін
- Марк Ечесон — Мін Гурд
- Рон Джеремі — В'язень
- Джиммі Герман — бармен
- Ештон Кучер — студент